# Drage
Drage so naselje v Občini Metlika.